# Maruim
Maruim là một đô thị thuộc bang Sergipe, Brasil. Đô thị này có diện tích 95,2 km², dân số năm 2007 là 15150 người, mật độ 159,14 người/km².